# Arman' (fiume)
L' Arman' (in russo Армань?; nella parte superiore Achčan, Artel'nyj) è un fiume dell'Estremo Oriente russo. Scorre nei rajon Ten'kinskij, Chasynskij e Ol'skij dell'Oblast' di Magadan e sfocia nella Baia del Tauj.
Il fiume ha origine sulle pendici montuose dell'altopiano Olskoe; attraversa le montagne ed entra in una vasta pianura dove si divide in vari rami; scorre mediamente in direzione meridionale. La sua lunghezza è di 197 km, l'area del bacino è di 7 770 km². A 5 chilometri dalla foce diventa una laguna lunga e stretta dove riceve il suo maggior affluente, il Chasyn. Il fiume gela da ottobre a maggio.
A ovest della foce si trova il villaggio di Arman'.